# Marek Wolf
Marek Wolf es un astrónomo checo, director del Instituto Astronómico en la Universidad Carolina en Praga.
El Centro de Planetas Menores acredita sus descubrimientos como M. Wolf, siendo confundido a veces con Maximilian Franz Joseph Cornelius Wolf (1863–1932), un astrónomo alemán, gran descubridor de asteroides que es acreditado como M. F. Wolf en dicho Centro.

## Asteroides descubiertos
Hasta noviembre de 2011 ha descubierto un asteroide en solitario y dieciséis más en colaboración entre los años 1996 y 2001. Algunos de ellos son:
| Asteroide           | Fecha                    | Colaborador         |
| ------------------- | ------------------------ | ------------------- |
| (8229) Kozelsky     | 28 de diciembre de 1996  | con Lenka Šarounová |
| (10390) Lenka       | 27 de agosto de 1997     | con Petr Pravec     |
| (10395) Jirkahorn   | 23 de septiembre de 1997 | con Petr Pravec     |
| (13390) Bouška      | 18 de marzo de 1999      | con Petr Pravec     |
| (24858) Diethelm    | 21 de enero de 1996      | con Petr Pravec     |
| (26973) Lála        | 29 de septiembre de 1997 | con Petr Pravec     |
| (27962) 1997 SY1    | 23 de septiembre de 1997 | con Petr Pravec     |
| (27963) 1997 ST2    | 25 de septiembre de 1997 | con Petr Pravec     |
| (29455) 1997 SX1    | 23 de septiembre de 1997 | con Petr Pravec     |
| (33040) 1997 SO25   | 28 de septiembre de 1997 |                     |
| (36174) 1999 SW2    | 23 de septiembre de 1999 | con Lenka Šarounová |
| (38271) 1999 RW35   | 12 de septiembre de 1999 | con Petr Pravec     |
| (40444) Palacký     | 12 de septiembre de 1999 | con Petr Pravec     |
| (55933) 1998 FD73   | 30 de marzo de 1998      | con Petr Pravec     |
| (155432) 1997 SS2   | 25 de septiembre de 1997 | con Lenka Šarounová |
| 157825) 1997 RE8    | 12 de septiembre de 1997 | con Lenka Šarounová |
| (193870) 2001 QF154 | 29 de agosto de 2001     | con Lenka Šarounová |